# اونوف
اونوف (به انگلیسی: Uhniv) نام شهری واقع در استان لووف اوکراین است. جمعیت این شهر ۹۵۲ نفر است. (۲۰۲۱ تخمینی)